# Royal Aircraft Factory R.E.8
Royal Aircraft Factory R.E.8 là một loại máy bay ném bom và trinh sát hai tầng cánh của Anh trong Chiến tranh thế giới I.

## Biến thể
R.E.8
R.E.8a
R.E.9

## Quốc gia sử dụng
Úc
- Quân đoàn Không quân Australia

 Bỉ
- Aviation Militaire Belge

 Estonia
- Không quân Estonia[2]

 Liên Xô
 Anh Quốc -
- Quân đoàn Không quân Hoàng gia / Không quân Hoàng gia

## Tính năng kỹ chiến thuật
Dữ liệu lấy từ The Royal Aircraft Factory
Đặc điểm tổng quát
- Kíp lái: 2
- Chiều dài: 27 ft 10½ in (8,50 m)
- Sải cánh: 42 ft 7 in (12,98 m)
- Chiều cao: 11 ft 4½ in (3,47 m)
- Diện tích cánh: 377,5 sq ft (35,1 m²)
- Trọng lượng rỗng: 1.803 lb (820 kg)
- Trọng lượng có tải: 2.678 lb[1] (1.217 kg)
- Trọng lượng cất cánh tối đa: 2.869 lb (1.304 kg)
- Động cơ: 1 × Royal Aircraft Factory 4a kiểu động cơ V12 làm mát bằng không khí, 140 hp (104 kW)

 Hiệu suất bay 
- Vận tốc cực đại: 103 mph (90 knot, 166 km/h) trên mực nước biển
- Vận tốc tắt ngưỡng: 47 mph (41 knot, 76 km/h)
- Thời gian bay: 4 h 15 phút
- Trần bay: 13.500 ft (4.115 m)
- Lên độ cao 6.500 ft (1.980 m): 21 phút

Trang bị vũ khí

- Súng: 1 x súng máy Vickers và 1 tới 2 x súng máy Lewis.303 in (7,7 mm)
- Bom: 224 lb (102 kg) bom